# Calyptrophora juliae
Calyptrophora juliae is een zachte koraalsoort uit de familie Primnoidae. De koraalsoort komt uit het geslacht Calyptrophora. Calyptrophora juliae werd in 1952 voor het eerst wetenschappelijk beschreven door Bayer. 